# Yeha
Yeha este un oraș din statul Tigray, Etiopia, în care se află templul Yeha.